# Віш (Во)
Віш (фр. Vich) — громада  в Швейцарії в кантоні Во, округ Ньйон.

## Географія
Громада розташована на відстані близько 110 км на південний захід від Берна, 32 км на захід від Лозанни.
Віш має площу 1,6 км², з яких на 27,6% дозволяється будівництво (житлове та будівництво доріг), 42,1% використовуються в сільськогосподарських цілях, 30,3% зайнято лісами, 0% не є продуктивними (річки, льодовики або гори).

## Демографія
2019 року в громаді мешкало 1083 особи (+40,3% порівняно з 2010 роком), іноземців було 31,8%. Густота населення становила 699 осіб/км².
За віковим діапазоном населення розподілялося таким чином: 23,5% — особи молодші 20 років, 64,5% — особи у віці 20—64 років, 11,9% — особи у віці 65 років та старші. Було 445 помешкань (у середньому 2,4 особи в помешканні).
Із загальної кількості 453 працюючих 20 було зайнятих в первинному секторі, 78 — в обробній промисловості, 355 — в галузі послуг.